# Andrew Robertson (piłkarz)
Andrew Henry Robertson (ur. 11 marca 1994 w Glasgow) – szkocki piłkarz, występujący na pozycji lewego obrońcy w angielskim klubie Liverpool oraz w reprezentacji Szkocji, której jest kapitanem. Uczestnik Mistrzostw Europy 2020 oraz 2024.

## Kariera klubowa
Robertson jest wychowankiem Celticu, jednak klub ten nigdy nie zaproponował mu seniorskiego kontraktu. W 2012 roku podpisał umowę z czwartoligowym Queen’s Park zaś po roku przeniósł się do grającego w szkockiej ekstraklasie Dundee United. W sezonie 2013/2013 dotarł do finału Pucharu Szkocji, a dzięki dobrym występom otrzymał nagrodę dla najlepszego młodego zawodnika wg graczy. Po zakończeniu rozgrywek za 2,8 mln funtów przeniósł się do drużyny angielskiej Premier League, Hull City. W mieście znad Humber w ciągu trzech sezonów zaliczył 115 występów – w tym okresie Hull spadło z ekstraklasy, ponownie do niej awansowało i raz jeszcze spadło.
Latem 2017 roku Robertson został zakontraktowany przez Liverpool F.C. Według brytyjskich mediów Szkot kosztował swój nowy klub około 8 mln funtów z dalszymi dwoma milionami zapisanymi w dodatkowych klauzulach.

## Kariera reprezentacyjna
Zadebiutował w pierwszej reprezentacji w marcu 2014 roku w spotkaniu z Polską.

## Statystyki
Aktualne na dzień 1 lutego 2020 r.
| 2012/13            | Queen’s Park       | Third Division          | 34  | 2  | 2  | 0 | 3  | 0 | —  | — | 4 | 0 | 43  | 2  |
| 2013/14            | Dundee Utd.        | Scottish Premier League | 36  | 3  | 5  | 2 | 3  | 0 | —  | — | — | — | 44  | 5  |
| 2014/15            | Hull               | Premier League          | 24  | 0  | 0  | 0 | 0  | 0 | 0  | 0 | — | — | 24  | 0  |
| 2015/16            | Hull               | Championship            | 45  | 3  | 2  | 0 | 5  | 1 | —  | — | — | — | 52  | 4  |
| 2016/17            | Hull               | Premier League          | 33  | 1  | 2  | 0 | 4  | 0 | —  | — | — | — | 39  | 1  |
| 2017/18            | Liverpool          | Premier League          | 22  | 1  | 1  | 0 | 1  | 0 | 6  | 0 | — | — | 30  | 1  |
| 2018/19            | Liverpool          | Premier League          | 36  | 0  | 0  | 0 | 0  | 0 | 12 | 0 | — | — | 48  | 0  |
| 2019/20            | Liverpool          | Premier League          | 25  | 1  | 0  | 0 | 0  | 0 | 6  | 1 | 4 | 0 | 35  | 2  |
| Łącznie w karierze | Łącznie w karierze | Łącznie w karierze      | 255 | 11 | 12 | 2 | 16 | 1 | 24 | 1 | 8 | 0 | 315 | 15 |

## Sukcesy

### Dundee United
- Finał Pucharu Szkocji: 2013/14

### Hull City
- Football League Championship play-offs: 2016

### Liverpool
- Mistrzostwo Anglii: 2019/20, 2024/25
- Liga Mistrzów UEFA: 2018/19
- Superpuchar Europy UEFA: 2019
- Klubowe mistrzostwo świata: 2019
- Finał Ligi Mistrzów UEFA: 2017/18

### Indywidualne
- Drużyna sezonu Ligi Mistrzów UEFA: 2018/19
- Drużyna Roku w Anglii (PFA): 2018/19